# Dores de Campos
Dores de Campos é um município brasileiro do estado de Minas Gerais. Em 2022 sua população foi recenseada em 10 007 habitantes.

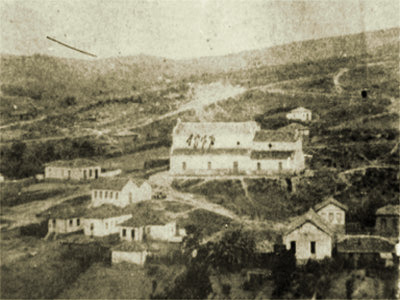
Dores de Campos no século XIX

## História
Em 15 de abril de 1890, o distrito de Dores de Campos, até então pertencente a Tiradentes, passou a ser subordinado a Prados. Em 17 de dezembro de 1938 tornou-se município por força do decreto-lei 148.

## Geografia
Dores de Campos é um município da Região Geográfica Imediata de Barbacena, na Região Geográfica Intermediária de Barbacena.

### Circunscrição eclesiástica
A paróquia Nossa Senhora das Dores pertence à Diocese de São João del-Rei.

## Localização
Dores de Campos encontra-se na Mesorregião Campo das Vertentes, à 220 km da capital do estado, Belo Horizonte. Localiza-se dentro da região da Trilha dos Inconfidentes, onde ficam também as cidades de Barroso, Carrancas, Conceição da Barra de Minas, Coronel Xavier Chaves, Ibituruna, Lagoa Dourada, Madre de Deus de Minas, Nazareno, Piedade do Rio Grande, Prados, Resende Costa, Santa Cruz de Minas, São João Del Rei, São Tiago e Tiradentes.

### Rodovias
- BR-383
- BR-265

### Municípios limítrofes
- Barroso
- Carandaí
- Prados

### Altitude
- Máxima: 1142 m

Local: Alto dos Mouroes
- Mínima: 965 m

Local: Foz do Córrego Gabiroba

### Temperatura
- Média anual: 18 °C
- Média máxima anual: 24,4°C
- Média mínima anual: 13,8°C

### Índice pluviométrico
- 1436mm

### Relevo
- Plano: 25%
- Ondulado: 50%
- Montanhoso: 25%

### Rios
- Rio das Mortes

Nasce na Serra da Mantiqueira percorre um comprimento de 278km até desaguar no Rio Grande.
Bacia
- Bacia do Rio Grande

### Demografia
Dados do Censo - 2000
População Total: 8345 Habitantes
- Urbana: 7166 - 85,87%
- Rural: 1179 - 14,12%

Número de moradias: 3215
Frota de veículos: 2315
Densidade demográfica (hab./km²): 71,9 hab./km²
(Fontes: PNUD - IBGE/2000)

### Evolução populacional
A população de Dores de Campos se mantém em crescimento vegetativo, porém quase sempre de maneira constante, com taxas médias de crescimento anual acima de 2%, segundo o resultado do Censo Demográfico de 2000 no qual se verifica taxa de 2,02% por ano.
| Ano  | População |
| ---- | --------- |
| 1970 | 5594      |
| 1980 | 6374      |
| 1991 | 7255      |
| 2000 | 8345      |
| 2005 | 9034      |
| 2007 | 9821      |
| 2010 | 9303      |

### Regiões
Dores de Campos está dividida em cinco regionais (regiões). São eles:
- Região Central
- Zona Oeste
- Zona Sul
- Zona Leste
- Zona Norte

### Bairros e distritos
| - Centro - Água Debaixo da Terra - Lourenço - Cachoeirinha - Cardoso - Alto Cardoso - Alto da Caixa D'Água - Capãozinho - Nossa Senhora de Fátima (Catete 1 e 2) - Várzea - Freitas - Painha (da Policlínica) - Complexo (Tigonga) - Paloma - Rosário - Jardim São José - Cohab - Caxambu de Baixo - Caxambu de Cima - Fubá - Lagoa Seca - Macau - Matias - São Sebastião de Campinas (Caveira) |

## Telecomunicações
Dores de Campos possui uma completa rede de meios de comunicação.
- Possui dois jornais locais.
- Duas transmissoras de rádio.
- Possui cobertura das maiores empresas de telefonia móvel do país.
- Tem cobertura dos maiores provedores de internet do país.
- Possui cobertura das maiores empresas de telefonia fixa do país.
- Possui sites e Blogs Culturais

## Educação
O Município conta com Escolas de Ensino Primário, Fundamental, Médio, Especializada, Creche e Escolas de Línguas.
Principal escola privada:
- Centro Educacional Wanderley Arruda - "CEWA"

Principais escolas públicas:
- Escola Estadual Duque de Caxias - "Duque";
- Escola Municipal Randolfo Teixeira;
- Pré-Escolar Municipal Branca de Neve;
- Escola Municipal Benedito Quintino dos Santos;
- Escola Municipal João Batista de Melo;
- Associação de Pais e Amigos dos Excepcionais - APAE / Escola Especializada Pingo de Luz;
- Creche Municipal Santa Edwiges.

## Obras
Atualmente Dores de Campos está em pleno crescimento. Revitalização do Parque Municipal, criação de novas avenidas e loteamentos, edifícios e casas espalhados por todas as regiões da cidade.

## Religião
O predomínio é da religião católica e tendo como padroeira Nossa Senhora das Dores, mas atualmente está havendo expressivo crescimento de evangélicos.

### Paróquia de Nº. Senhora das Dores
O sentimento religioso do povo e as dificuldades encontradas para a prática em comum dos atos religiosos, fizeram nascer a ideia da construção de uma capela filial à Matriz de Prados, sede da freguesia.

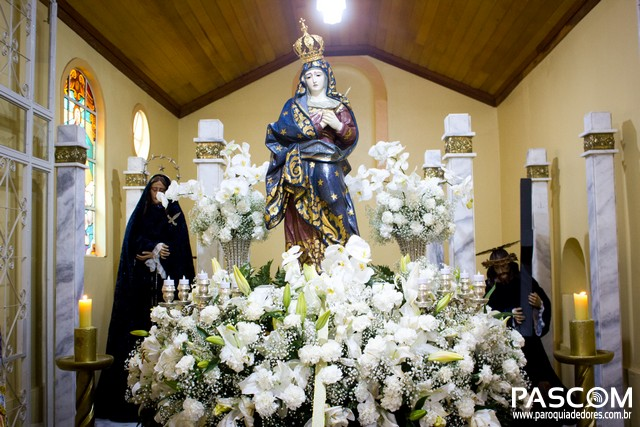
A Excelsa Padroeira no seu grande dia no ano de 2016.

Parecia irrealizável essa ideia, pois o lugar ainda  era pequeno.  Mas o Capitão Vicente Teixeira de Carvalho, pessoa de destaque e prestígio, impulsionado pelo seu genro empreendedor, tomou a iniciativa e com sua direção construiu-se a Capela-Mor, primeira parte do projeto, sob a invocação de Nossa Senhora das Dores, ficando, por algum tempo, paralisadas as obras, mas passando a realizarem-se os atos religiosos.
A fim de levar a efeito, a construção do corpo da Igreja, os membros da banda de música "Nossa Senhora das Dores"(Hoje Lira Nossa Senhora das Dores), prestaram relevante  cooperação, pois deliberaram  fazer uma excursão. Partiram eles no dia 1 de outubro de 1879, levando consigo os instrumentos e vasto repertório de escolhidas peças musicais, que executavam de lugar em lugar.
Em  1901, concluiu-se a obra da igreja, que é nossa Matriz atual, sendo os serviços dirigidos pelos senhores Randolfo Teixeira de Carvalho e Antônio Justino da Silva, ocorrido em 1899.